# Mahonia breviracema
Mahonia breviracema là một loài thực vật có hoa trong họ Hoàng mộc. Loài này được Y.S. Wang & P.G. Xiao mô tả khoa học đầu tiên năm 1985.